# 肯尼迪中心荣誉奖

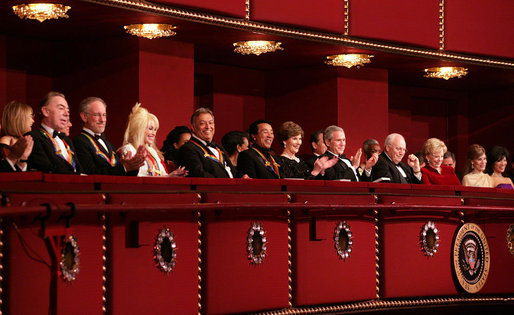
布什总统、第一夫人劳拉·布什、副总统迪克·切尼、夫人琳·切尼出席了2006年肯尼迪中心荣誉奖颁奖典礼。左起为2006年获奖者安德鲁·劳埃德·韦伯、斯蒂芬·斯皮尔伯格、多莉·帕顿、祖宾·梅塔和史摩基·罗宾逊。

肯尼迪中心荣誉奖（英語：Kennedy Center Honors）用以表彰终身为美国文化作出贡献的杰出人士，也称为肯尼迪中心终身成就奖。该奖项于1978年开始每年在美国华盛顿约翰·肯尼迪表演艺术中心颁发。

## 奖项介绍
每年年初，肯尼迪艺术中心理事会提交一份候获选人名单，其中包括全球知名的艺术家而以前落选的候选人。这些艺术家终身致力于美国和全球文化，领域包括音乐、舞蹈、戏剧、歌剧、电影和电视。之后从每一个艺术分支选出一名代表者，由委员会在年中的时候宣布。
每年的12月的第一个周末举行颁奖典礼，这是一场没有界线，没有失望，没有竞争的艺术界盛会。电视台也会全程摄制，之后在圣诞节期间播出。2006年肯尼迪中心荣誉奖颁奖典礼于2006年12月3日举行，哥伦比亚广播公司于12月26日播出盛况。

## 历届获奖者
下面列出了历届的获奖者。

### 1970年代
- 1978年：玛丽安·安德森、弗雷德·阿斯泰尔、乔治·巴兰钦、理查德·罗杰斯、阿图尔·鲁宾斯坦
- 1979年：阿隆·科普兰、艾拉·费兹洁拉、亨利·方达、玛莎·葛兰姆、田纳西·威廉斯

### 1980年代
- 1980年：伦纳德·伯恩斯坦、詹姆斯·卡格尼、艾格尼斯·德米尔、林恩·方丹、利昂蒂尼·普莱斯
- 1981年：考特·贝茜、加里·格兰特、海伦·海斯、杰洛姆·罗宾斯、鲁道夫·塞尔金
- 1982年：乔治·阿博特、莉莲·吉许、本尼·古德曼、金·凯利、尤金·奥曼迪
- 1983年：凯瑟琳·邓纳姆、伊利亚·卡赞、法兰克·辛纳屈、詹姆斯·史都華、维吉尔·汤姆逊
- 1984年：莲娜·霍恩、丹尼·凯、吉安·卡洛·梅诺蒂、阿瑟·米勒、以撒·斯坦
- 1985年：梅西·康宁汉、艾琳·邓恩、鲍勃·霍普、艾伦·杰伊·勒纳、弗雷德里克·罗威、贝克佛蕾·西尔斯
- 1986年：露西尔·鲍尔、休姆·克罗宁、杰西卡·坦迪、耶胡迪·梅纽因、安东尼·图多尔、雷·查尔斯
- 1987年：佩里·科莫、贝蒂·戴维斯、莎米·戴维斯、内什·米尔斯坦、艾尔文·尼古莱斯
- 1988年：阿尔文·艾利、乔治·伯恩斯、茂娜·罗埃、亚历山大·施乃德、罗杰·L·史蒂文斯
- 1989年：哈利·貝拉方提、克劳黛·考尔白、亚历山德拉·丹尼洛娃、玛丽·马丁、威廉·舒曼

### 1990年代
- 1990年：迪齐·吉莱斯皮、凯瑟琳·赫本、里西·史蒂文斯、朱尔·史泰恩、比利·威尔德
- 1991年：罗伊·阿卡夫、贝蒂·康姆顿、阿道夫·格林、费雅德·尼可拉斯、哈罗德·尼可拉斯、格里高利·派克、罗伯特·肖
- 1992年：莱昂内尔·汉普顿、保罗·纽曼、乔安妮·伍德沃德、珍姬·罗杰丝、姆斯蒂斯拉夫·罗斯特罗波维奇、保罗·泰勒
- 1993年：约翰尼·卡森、亚瑟·米特切尔、乔治·索尔蒂、斯蒂芬·桑德海姆、马里昂·威廉姆斯
- 1994年：柯克·道格拉斯、艾瑞莎·弗兰克林、莫顿·古德、哈罗德·普林斯、皮特·西格
- 1995年：杰克斯·唐波士、玛丽娅·霍恩、B.B.金、西德尼·波蒂埃、尼尔·西蒙
- 1996年：爱德华·阿尔比、本尼·卡特、约翰尼·卡什、杰克·莱蒙、玛莉亚·托契夫
- 1997年：劳伦·巴考尔、鲍勃·迪伦、查尔顿·赫斯顿、杰西·诺曼、爱德华·维雷拉
- 1998年：比尔·考斯比、约翰·坎德尔&弗雷德·埃伯、威利·纳尔逊、安德列·普列文、秀兰·邓波儿
- 1999年：維托·埔柱、肖恩·康纳利、朱迪斯·詹米森、贾森·罗巴兹、史提夫·汪达

### 2000年代
- 2000年：米哈伊·巴里什尼科夫、查克·贝里、普拉西多·多明戈、克林特·伊斯特伍德、安杰拉·兰斯伯里
- 2001年：朱丽·安德鲁丝、范·克莱本、昆西·琼斯、杰克·尼科尔森、卢奇亚诺·帕瓦罗蒂
- 2002年：詹姆斯·厄尔·琼斯、詹姆士·列文、奇塔·里维拉、保罗·西蒙、伊丽莎白·泰勒
- 2003年：詹姆斯·布朗、卡罗尔·伯内特、洛蕾塔·林恩、迈克·尼科尔斯、伊扎克·帕尔曼
- 2004年：沃伦·比蒂、奥西·戴维斯、鲁比·迪伊、埃尔顿·约翰、琼·萨瑟兰、约翰·威廉姆斯
- 2005年：托尼·班尼特、苏珊娜·法雷尔、朱莉·哈里斯、罗伯特·雷德福、蒂娜·特纳
- 2006年：祖宾·梅塔、多莉·帕顿、史摩基·羅賓森、斯蒂芬·斯皮尔伯格、安德鲁·劳埃德·韦伯
- 2007年：里昂·弗莱谢尔、史提夫·马丁、戴安娜·羅斯、马丁·斯科塞斯、布莱恩·威尔森
- 2008年：摩根·弗里曼、乔治·琼斯、芭芭拉·史翠珊、Twyla Tharp、谁人乐队（皮特·汤申德和罗杰·多特里）
- 2009年：梅尔·布鲁克斯、戴夫·布鲁贝克、格蕾丝·班布丽、罗伯特·德尼罗、布鲁斯·斯普林斯廷

### 2010年代
- 2010年：梅尔·哈格德、杰瑞·赫尔曼、Bill T. Jones、保罗·麦卡特尼、奥普拉·温弗里
- 2011年：芭芭拉·库克、尼爾·戴門、马友友、桑尼·罗林斯、梅丽尔·斯特里普
- 2012年：巴迪·盖伊、达斯汀·霍夫曼、齊柏林飛船（约翰·保罗·琼斯、吉米·佩奇、罗伯特·普兰特）、大卫·莱特曼、纳塔利娅·马卡罗娃
- 2013年：Martina Arroyo、贺比·汉考克、比利·乔尔、雪莉·麦克雷恩、卡洛斯·山塔那
- 2014年：阿尔·格林、汤姆·汉克斯、Patricia McBride、史汀、莉莉·汤普琳
- 2015年：卡洛尔·金、乔治·卢卡斯、丽塔·莫瑞诺、小泽征尔、西西莉·泰森
- 2016年：玛尔塔·阿赫里奇、老鹰乐队（唐·亨利、提摩西·許密特、乔·沃尔什、格林·佛莱）、艾尔·帕西诺、Mavis Staples、詹姆斯·泰勒
- 2017年：Carmen de Lavallade、格洛丽亚·埃斯特凡、LL Cool J、諾曼·李爾、莱昂纳尔·里奇
- 2018年：雪兒、菲利普·格拉斯、瑞芭·麦肯泰尔、韋恩·蕭特（英语：Wayne Shorter）、《漢密爾頓》（林-曼努爾·米蘭達）
- 2019年：球風火（菲利普·貝利（英语：Philip Bailey）、韋丁·懷特（英语：Verdine White）、雷夫·約翰遜（英语：Ralph Johnson）、莫里斯·懷特）、莎莉·菲爾德、琳达·罗什塔、《芝麻街》、邁可·提爾森·湯瑪斯

### 2020年代
- 2020年：黛比·艾伦、琼·贝兹、加斯·布鲁克斯、五嶋绿、迪克·范·戴克
- 2021年：贾斯蒂诺·迪亚兹（英语：Justino Díaz）、贝瑞·戈迪（英语：Berry Gordy）、洛恩·迈克尔斯、贝特·米德勒、琼尼·米歇尔
- 2022年：乔治·克鲁尼、艾米·格兰特 、葛蕾蒂丝·奈特、塔尼亚·莱昂（英语：Tania León）、U2乐团四名成员[4]
- 2023年：比利·基斯度、芮妮·弗萊明、巴里·吉布、昆妮·拉迪花、迪安·華域
- 2024年：弗朗西斯·福特·科波拉、感恩至死、邦妮·雷特、阿图罗·桑多瓦尔（英语：Arturo Sandoval）、阿波罗剧院（英语：Apollo Theater）